# Yamaha XJ 900 S Diversion
La Yamaha XJ 900 S Diversion era una motocicletta costruita tra il 1994 ed il 2003 dalla Yamaha Motor in Giappone, ed importata in Italia.
Fu lanciata nel 1994 come sport-tourer, con una linea ed un aspetto generale ispirati a quelli del modello XJ 600 S Diversion, dal quale riprese la denominazione. La moto privilegiava il comfort di viaggio rispetto alle prestazioni assolute; in quest'ottica vanno inquadrate scelte come il motore raffreddato ad aria e di potenza relativamente limitata, e soprattutto la trasmissione finale ad albero, con giunto cardanico e coppia conica.